# John Rahm
John B. Rahm (* 8. Januar 1854 in Richmond, Virginia; † 28. Juli 1935 in Omaha, Nebraska) war ein US-amerikanischer Golfer.

## Biografie
John Rahm spielte Golf im Omaha Country Club.
Bei den Olympischen Spielen 1904 in St. Louis waren beim Mannschaftswettkampf nur zwei Mannschaften gemeldet. Kurzerhand schlossen sich zehn Spieler zusammen und gingen als United States Golf Association an den Start. Diese Mannschaft, der auch Rahm angehörte, gewann die Bronzemedaille. Im Einzel hingegen schied er bereits in der Qualifikation aus.